# Shihe
För andra betydelser, se Shihe (olika betydelser).
Shihe är ett stadsdistrikt och säte för stadsfullmäktige i Xinyang i Henan-provinsen i norra Kina.